# Phaeospilodes torquata
Phaeospilodes torquata är en tvåvingeart som beskrevs av Erich Martin Hering 1939. Phaeospilodes torquata ingår i släktet Phaeospilodes och familjen borrflugor. Inga underarter finns listade i Catalogue of Life.